# 徒士町
徒士町（かちしちょう）は、青森県八戸市の地名。

## 地理
八戸市の中央部に位置し、北に大字売市字輿遊下・長根公園、東に本徒士町、南に廿三日町、西に稲荷町が面している。地区の面積は22850平方メートル。八戸市中心市街地の区域、長者地域に属する。

## 地名の由来
南部八戸の城下町によると、徒士町の徒士は「騎士の侍に対する徒歩の士の町に由来するとおもわれるので、本来は徒士階級の屋敷町として割り出されたものかと考えられる」と記載されているが、同書は当地名について八戸藩の記録には徒士階級の存在が確認されておらず、類似の地名に本徒士町、上徒士丁の地名があるものの「本当の町名の由来についてはわからない」と記されている。

## 歴史

### 沿革
- 1872年（明治5年）町村役人廃止により大区小区制による地方行政制度に改められる[8]。徒士丁と称し九大区二小区の42村の一つに含まれた[9]。
- 1889年（明治22年）4月1日 - 町村制施行。徒士町と改め三戸郡八戸町に属する[10]。
- 1929年（昭和4年） 市制施行に伴い、徒士町は八戸市に属する[11]。

## 世帯数と人口
| 字         | 世帯数 | 人口 |
| 大字徒士町 | 41世帯 | 74人 |
| 合計       | 41世帯 | 74人 |